# توموهيتو شوغو
توموهيتو شوغو (باليابانية: 修行 智仁) (29 يونيو 1984 في أوساكا في اليابان – )؛ هو لاعب كرة قدم ياباني سابق كان يلعب كحارس مرمى.

## وصلات خارجية
- توموهيتو شوغو على موقع رابطة كرة القدم اليابانية للمحترفين (اليابانية)
- توموهيتو شوغو على موقع قاعدة بيانات كرة القدم.إي يو (الإنجليزية)
- توموهيتو شوغو على موقع Soccerway.com (الإنجليزية)
- توموهيتو شوغو على موقع عالم كرة القدم.نت (الإنجليزية)